# Ectropothecium mac-gregorii
Ectropothecium mac-gregorii là một loài Rêu trong họ Hypnaceae. Loài này được Broth. & Geh. mô tả khoa học đầu tiên năm 1898.